# Cieszyńskie Towarzystwo Fotograficzne
Cieszyńskie Towarzystwo Fotograficzne – polskie stowarzyszenie fotograficzne utworzone w 1961 roku, w Cieszynie. Członek zbiorowy Federacji Amatorskich Stowarzyszeń Fotograficznych w Polsce, istniejącej w latach 1961–1989.

## Historia
Cieszyńskie Towarzystwo Fotograficzne powołano do życia 9 maja 1961 roku – utworzone na bazie cieszyńskiego oddziału Polskiego Towarzystwa Fotograficznego, istniejącego w latach 1957–1961, powstałego z inicjatywy Karola Holeksy. W działalności konkursowej, szkoleniowej, wystawienniczej stowarzyszenia aktywnie uczestniczyli m.in. Jan Czudek, Jerzy Fober, Karol Lojza, Józef Zahradnik. Wśród zasłużonych członków stowarzyszenia byli m.in. Janina Ciupek, Henryk Holubars, Józef Matysiak, Stanisław Krupczyński. CTF rokrocznie prezentowało dokonania twórcze swoich członków, prezentując ich fotografie na wystawach dorocznych, indywidualnych, zbiorowych, pokonkursowych. Od początku działalności do 1989 roku stowarzyszenie było członkiem zbiorowym Federacji Amatorskich Stowarzyszeń Fotograficznych w Polsce. 
W 1984 roku CTF współorganizowało VII Ogólnopolski Plener Federacji Amatorskich Stowarzyszeń Fotograficznych w Polsce (POLSKA 49 – Beskid Śląski 84). W latach 90. XX wieku stowarzyszenie współpracowało z Zaolziańskim Towarzystwem Fotograficznym i Euroregionem Śląsk Cieszyński przy organizacji wspólnych plenerów fotograficznych. Członkowie CTF (począwszy od 2004 roku) aktywnie uczestniczy w kolejnych edycjach cyklicznego Rybnickiego Festiwalu Fotografii. W latach 2003–2007 stowarzyszenie dysponowało Galerią GTF, mieszczącą się w pomieszczeniach Księgarni Piastowskiej.

## Działalność
Cieszyńskie Towarzystwo Fotograficzne ma swoją siedzibę w Cieszyńskim Ośrodku Kultury Domu Narodowym. Celem działalności CTF jest upowszechnianie fotografii, sztuki fotograficznej oraz promocja miasta Cieszyna i Ziemi Cieszyńskiej. CTF jest organizatorem wystaw fotograficznych; dorocznych, indywidualnych, zbiorowych, poplenerowych (m.in. członków stowarzyszenia) oraz wystaw pokonkursowych. Jest organizatorem konkursów fotograficznych, prelekcji, spotkań, warsztatów fotograficznych. W witrynie COK stowarzyszenie prowadzi stałą Galerię Jednego Zdjęcia. CTF współpracuje z innymi klubami, stowarzyszeniami fotograficznymi w Polsce i za granicą (Czechy, Słowacja). Spotkania członków i sympatyków Cieszyńskiego Towarzystwa Fotograficznego odbywają się raz w tygodniu, w Cieszyńskim Ośrodku Kultury Domu Narodowym.

## Władze

### Zarząd
- Michał Kuzyk – prezes Zarządu
- Czesław Biernat – wiceprezes Zarządu
- Agnieszka Walica – skarbnik
- Renata Zięba – sekretarz
- Dariusz Dziadek – członek Zarządu

Źródło

### Komisja Rewizyjna
- Jerzy Pustelnik – przewodniczący
- Jacek Góralik – członek
- Marcin Górski – członek

Źródło